# Progresso Foot-Ball Club
O Progresso Foot-Ball Club foi um clube brasileiro de futebol da cidade de Fortaleza, capital do estado de Ceará.

## Participações no Campeonato Cearense da Primeira Divisão
| Ano  | Posição |
| 1931 | 6º      |
| 1932 | 6º      |